# Archimedov zákon
Archimedov zákon (česky Archimédův zákon) je československý černobílý film z roku 1964.
Satira pranýřuje kariérismus, diktátorské způsoby, podlézání a servilnost.

## Děj
Úředník Javorník předstírá, že zachránil ředitele podniku Petrušku. Javorník se díky své servilnosti dostává do pracovního postavení, na které nemá odpovídající schopnosti. V Petruškově okolí se však objeví další nenápadný úředník a tak to vypadá, že se kolotoč událostí bude znovu opakovat.

## Obsazení
| Ivan Mistrík         | Javorník        |
| Jiří Sovák           | Petruška        |
| František Dibarbora  | Slávik          |
| Stella Zázvorková    | Sláviková       |
| Viliam Polónyi       | Parimucha       |
| Ernest Kostelník     | Orgonáš         |
| Vladimír Menšík      | Čukanovský      |
| Emil Horváth st.     | Makovec         |
| Jozef Hanúsek        | Cyril           |
| Mária Gálová         | Štefka          |
| František Filipovský | vedoucí účtárny |
| Martin Gregor        | Pedro Goméz     |